# Stazione di Forlì
La stazione di Forlì è una stazione ferroviaria sulla Ferrovia Bologna-Ancona a servizio del comune di Forlì.

## Storia

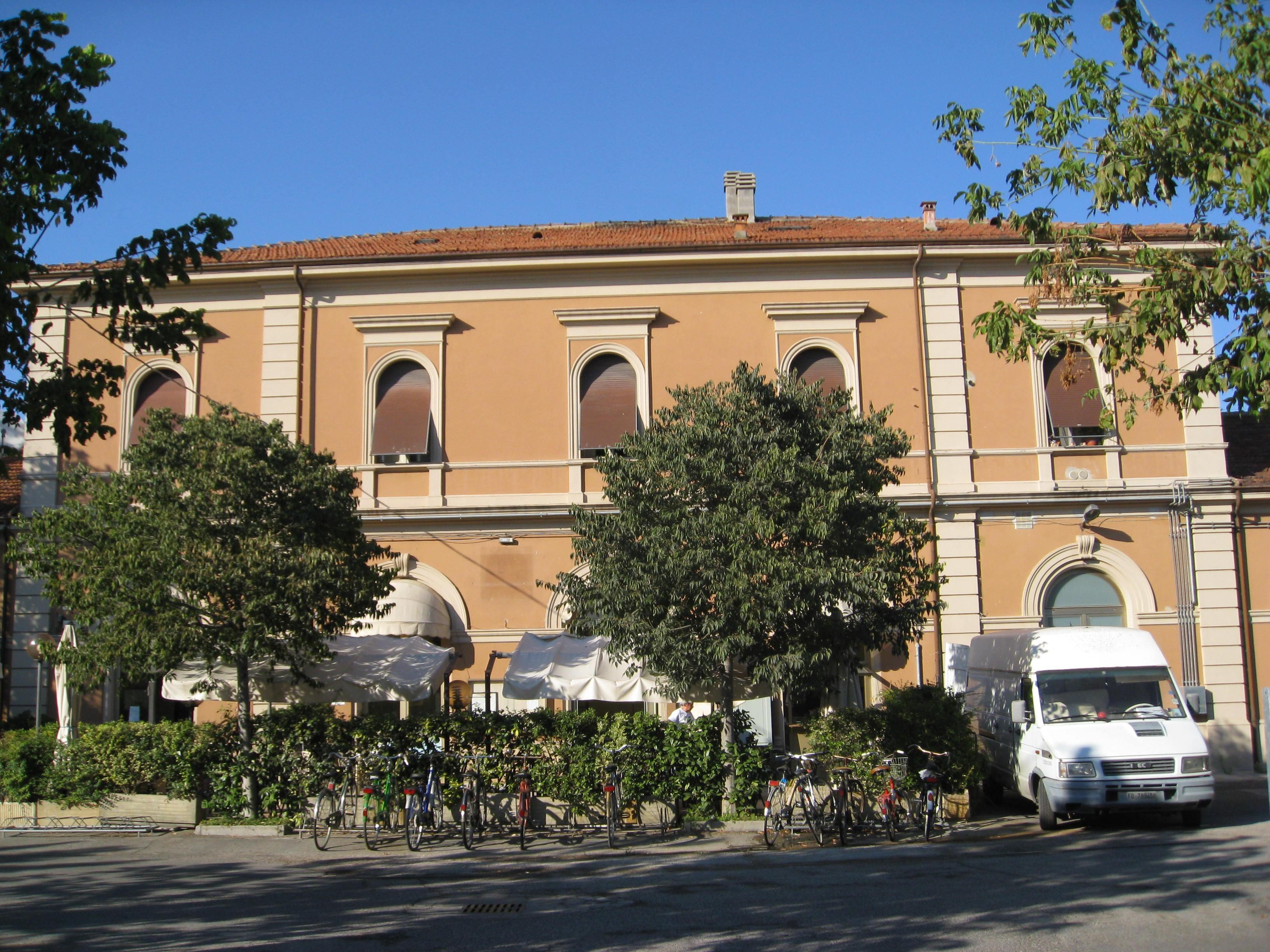
La vecchia stazione di Forlì risalente al periodo dell'inaugurazione della tratta Bologna-Ancona

La stazione odierna sostituisce la vecchia stazione del 1861 che si trovava a circa 800 m più a nord-ovest.
La costruzione della linea Bologna-Rimini fu iniziata verso il 1859 dalla Società Pio centrale. L'apertura del primo troncone, da Bologna a Forlì, avvenne il 1º settembre 1861 e quella del secondo troncone, da Forlì a Rimini, il 5 ottobre dello stesso anno. Il secondo binario fu attivato tra il 1908 e il 1911. Il fabbricato dedicato ai viaggiatori subì nel tempo alcuni rifacimenti, nel 1912, nel 1914, 1919 e nel 1921. L'insufficienza dei servizi ferroviari, così come il desiderio di dotare la città di una nuova e imponente stazione, determinarono la necessità di ricollocare la stazione in una diversa posizione.
La nuova stazione venne costruita nel 1926 dal progetto dell'ingegner Ezio Bianchi, ed entrò in servizio il 30 ottobre 1927, contemporaneamente alla chiusura del vecchio impianto.

## Strutture e impianti
L'impianto è gestito da Rete Ferroviaria Italiana.
Il fabbricato viaggiatori di pianta rettangolare, si compone di tre livelli di cui solo il piano terra e parte del primo piano sono aperti al pubblico. L'edificio si compone di tre corpi: quello centrale è composto da tre archi a tutto sesto e ai suoi lati ci sono due torrette a tre livelli; i due corpi laterali sono simmetrici rispetto al fabbricato viaggiatori.
Il piazzale, situato in posizione sopraelevata rispetto al piano stradale all'altezza del primo piano della stazione, è composto da tre binari riparati da una pensilina e collegati fra loro da un sottopassaggio. Sono inoltre presenti numerosi altri binari (sprovvisti di banchina) che vengono usati per il servizio merci.
La stazione, dal 2015, è stata interessata da lavori di riqualificazione e potenziamento, è stato innalzato il marciapiede dei binari 2 e 3 (temporaneamente ridenominati 1 e 2, vista la chiusura temporanea del binario 1 originale), riqualificate le pensiline e installata l'illuminazione a led. È stato inoltre ridotto il raggio di curvatura dei binari per permettere l'innalzamento della velocità della linea a 200 km/h.
Tali lavori sono giunti al termine nella notte tra il 30 novembre e il 1º dicembre 2019. Dopodiché è stato ripristinato il binario 1, adeguato il marciapiede allo standard europeo H55 ed è ripresa la numerazione classica dei binari. A seguito della riduzione del raggio di curvatura dei binari, al termine dei lavori quelli di corretto tracciato sono diventati il 2 in direzione Bologna (mentre in precedenza era l’1, che ora invece ha tracciato deviato) e il 3 in direzione Ancona (mentre in precedenza era il 2). 

## Movimento
Il servizio passeggeri è rappresentato da treni regionali svolti da Trenitalia Tper nell'ambito del contratto di servizio stipulato con la Regione Emilia-Romagna, nonché da collegamenti a lunga percorrenza svolti da Trenitalia.
Al 2010, erano circa 7600 i passeggeri giornalieri e 2 800 000 i passeggeri annui.
Limitatamente al solo trasporto regionale, a novembre 2019, la stazione risultava frequentata da un traffico giornaliero medio di circa 5 948 persone (3 151 saliti + 2 797 discesi).

## Servizi
La stazione è classificata da RFI nella categoria gold.
La stazione offre i seguenti servizi:
- Biglietteria a sportello:
- Biglietteria automatica
- Servizi igienici
- Bar
- Sala di attesa

## Interscambi
Vicino alla stazione è presente una fermata delle autolinee urbane e interurbane gestite da Start Romagna.
- Fermata autobus
- Stazione taxi